# Senatswahl in Tschechien 1996
Bei der Senatswahl in Tschechien 1996 wurde der erste Senat des Parlaments der Tschechischen Republik gewählt. Der erste Wahlgang fand am 15. und 16. November 1996 statt, der zweite am 22. und 23. November 1996.

## Wahlverfahren
Alle zwei Jahre werden ein Drittel der Senatssitze für sechs Jahre neu besetzt, da es sich jedoch um die erste Senatswahl handelte, standen alle 81 Sitze zur Wahl. Die Senatoren für die Wahlkreise 1, 4, 7, …, 79 wurden dabei für eine Amtszeit von zwei Jahren gewählt, diejenigen für die Wahlkreise 2, 5, 8, …, 80 für vier Jahre, die übrigen (Wahlkreise 3, 6, 9, …, 81) für eine volle Amtszeit von sechs Jahren.
Der Senat wird in Einerwahlkreisen per Mehrheitswahl gewählt. Erhält keiner der Kandidaten eine absolute Mehrheit der Stimmen im ersten Wahlgang, findet eine Stichwahl zwischen den beiden bestplatzierten Kandidaten statt.

## Ergebnisse

### Zusammenfassung
Die konservative Demokratische Bürgerpartei (ODS) des Ministerpräsidenten Václav Klaus gewann die meisten Sitze gefolgt von der Tschechischen Sozialdemokratischen Partei (ČSSD). Die bürgerliche Regierungskoalition aus ODS, KDU-ČSL und ODA erhielt insgesamt eine klare Mehrheit.
- KSČM: 2
- ČSSD: 25
- Unabh.: 1
- DEU: 1
- KDU: 13
- ODA: 7
- ODS: 32

| Partei | Partei                                                                  | Erster Wahlgang | Erster Wahlgang | Zweiter Wahlgang | Zweiter Wahlgang | Sitze insgesamt |
| Partei | Partei                                                                  | Stimmen (in %)  | Sitze           | Stimmen (in %)   | Sitze            | Sitze insgesamt |
| ------ | ----------------------------------------------------------------------- | --------------- | --------------- | ---------------- | ---------------- | --------------- |
|        | Občanská demokratická strana (ODS)                                      | 36,48           | 3               | 49,15            | 29               | 32              |
|        | Česká strana sociálně demokratická (ČSSD)                               | 20,28           | 0               | 31,80            | 25               | 25              |
|        | Komunistická strana Čech a Moravy (KSČM)                                | 14,27           | 0               | 1,96             | 2                | 2               |
|        | Křesťanská a demokratická unie – Československá strana lidová (KDU-ČSL) | 9,95            | 1               | 10,74            | 12               | 13              |
|        | Občanská demokratická aliance (ODA)                                     | 8,06            | 0               | 5,19             | 7                | 7               |
|        | Demokratická unie (DEU)                                                 | 0,89            | 0               | 0,64             | 1                | 1               |
|        | Unabhängige                                                             | 4,27            | 0               | 0,52             | 1                | 1               |
|        | Sonstige Parteien                                                       | 5,80            | 0               |                  |                  | 0               |

### Wahlkreisergebnisse

Wahlkreisgewinner nach Parteizugehörigkeit
Občanská demokratická strana
Česká strana sociálně demokratická
Křesťanská a demokratická unie – Československá strana lidová
Občanská demokratická aliance
Komunistická strana Čech a Moravy
Demokratická unie
Parteilose

| Wahlkreis                | Wahlkreissieger | Wahlkreissieger | Wahlkreissieger    | Gegner (Stichwahl) | Gegner (Stichwahl) | Gegner (Stichwahl)     | % der Stimmen (Stichwahl) |
| Wahlkreis                | Partei          | Partei          | Name               | Partei             | Partei             | Name                   | % der Stimmen (Stichwahl) |
| ------------------------ | --------------- | --------------- | ------------------ | ------------------ | ------------------ | ---------------------- | ------------------------- |
| 1 – Karlovy Vary         |                 | ODS             | Vladimír Kulhánek  |                    | ČSSD               | Igor Savič             | 61,63                     |
| 2 – Sokolov              |                 | ČSSD            | Jiří Vyvadil       |                    | ODS                | Josef Michalský        | 55,04                     |
| 3 – Cheb                 |                 | ČSSD            | Peter Morávek      |                    | ODS                | Jiří Gruša             | 57,81                     |
| 4 – Most                 |                 | parteilos       | Richard Falbr      |                    | ODS                | Milan Konečný          | 53,23                     |
| 5 – Chomutov             |                 | KSČM            | Ladislav Drlý      |                    | ODS                | Jiří Polanský          | 56,03                     |
| 6 – Louny                |                 | ČSSD            | Ivan Havlíček      |                    | ODS                | Karel Suchopárek       | 55,86                     |
| 7 – Plzeň-město          |                 | ODS             | Jaroslav Jurečka   |                    | ČSSD               | Jiří Poděbradský       | 51,59                     |
| 8 – Rokycany             |                 | ČSSD            | František Jirava   |                    | ODS                | Karel Novák            | 55,60                     |
| 9 – Plzeň-město          |                 | ODS             | Bohumil Kulhánek   |                    | ČSSD               | Josef Průša            | 62,38                     |
| 10 – Český Krumlov       |                 | ČSSD            | Karel Vachta       |                    | ODS                | Eva Dudáková           | 51,77                     |
| 11 – Domažlice           |                 | ČSSD            | Petr Smutný        |                    | ODS                | Ivan Bečvář            | 50,32                     |
| 12 – Strakonice          |                 | ČSSD            | Pavel Rychetský    |                    | ODS                | František Benda        | 55,83                     |
| 13 – Tábor               |                 | ODS             | Pavel Eybert       |                    | ČSSD               | Pavel Seifer           | 52,96                     |
| 14 – České Budějovice    |                 | ODS             | Jiří Pospíšil      |                    | ČSSD               | Vladimir Papež         | 56,11                     |
| 15 – Pelhřimov           |                 | ČSSD            | Milan Štěch        |                    | ODS                | Jan Litomiský          | 52,41                     |
| 16 – Beroun              |                 | ODA             | Jiří Rückl         |                    | ODS                | Zbyněk Šorm            | 50,16                     |
| 17 – Prag 12             |                 | ODS             | Jan Krámek         |                    | ČSSD               | Zdeněk Pleskot         | 68,75                     |
| 18 – Příbram             |                 | ČSSD            | Zdeněk Vojíř       |                    | ODS                | Andrej Gjurič          | 52,85                     |
| 19 – Prag 11             |                 | ODS             | Václav Mencl       |                    | ČSSD               | Ivan David             | 63,70                     |
| 20 – Prag 4              |                 | ODS             | Zdeněk Klausner    |                    | KDU-ČSL            | Dagmar Burešová        | 53,80                     |
| 21 – Prag 5              |                 | ODA             | Michael Žantovský  |                    | ODS                | Petr Bratský           | 56,07                     |
| 22 – Prag 10             |                 | ODS             | Milan Kondr        |                    |                    |                        | 50,84 (1. Wahlgang)       |
| 23 – Prag 8              |                 | ODS             | Alena Palečková    |                    | ČSSD               | Stanislav Křeček       | 62,63                     |
| 24 – Prag 9              |                 | ODS             | Josef Pavlata      |                    | ČSSD               | Zdeněk Trojan          | 62,45                     |
| 25 – Prag 6              |                 | ODS             | Jan Koukal         |                    |                    |                        | 54,13 (1. Wahlgang)       |
| 26 – Prag 2              |                 | ODS             | Vladimir Zeman     |                    |                    |                        | 53,79 (1. Wahlgang)       |
| 27 – Prag 1              |                 | ODS             | Václav Benda       |                    | KDU-ČSL            | Pavel Tigrid           | 55,67                     |
| 28 – Mělník              |                 | ODS             | Jaroslav Horák     |                    | ČSSD               | Zdeněk Chalupník       | 55,55                     |
| 29 – Litoměřice          |                 | ODS             | Karel Burda        |                    | KSČM               | Jiřina Švorcová        | 60,60                     |
| 30 – Kladno              |                 | ČSSD            | Ladislav Svoboda   |                    | ODS                | František Samek        | 45,06                     |
| 31 – Ústí nad Labem      |                 | ČSSD            | Oto Neubauer       |                    | ODS                | Petr Cerman            | 59,88                     |
| 32 – Teplice             |                 | ČSSD            | Jaroslav Musial    |                    | ODS                | Jaroslav Kubera        | 52,68                     |
| 33 – Děčín               |                 | ČSSD            | Egon Lansky        |                    | ODS                | Tomáš Ježek            | 56,96                     |
| 34 – Liberec             |                 | ODS             | Přemysl Sobotka    |                    | ČSSD               | František Sokol        | 56,31                     |
| 35 – Jablonec nad Nisou  |                 | ČSSD            | František Vizek    |                    | ODS                | Karel Dyba             | 50,80                     |
| 36 – Česká Lípa          |                 | ČSSD            | Miroslav Coufal    |                    | ODS                | Filip Šedivý           | 52,86                     |
| 37 – Jičín               |                 | ODS             | Jiří Liška         |                    | ČSSD               | Josef Horáček          | 56,52                     |
| 38 – Mladá Boleslav      |                 | ODS             | Jarmila Filipová   |                    | ČSSD               | Slavomír Kaban         | 59,36                     |
| 39 – Trutnov             |                 | ODS             | Vlastimil Šubrt    |                    | ČSSD               | Vasil Biben            | 53,81                     |
| 40 – Kutná Hora          |                 | ČSSD            | Karel Floss        |                    | ODS                | Ivo Šanc               | 53,07                     |
| 41 – Benešov             |                 | ODS             | Libuše Benešová    |                    | ČSSD               | Josef Dráb             | 60,88                     |
| 42 – Kolín               |                 | ODS             | Vladislav Malát    |                    | ČSSD               | Karel Vízner           | 55,28                     |
| 43 – Pardubice           |                 | ODA             | Jaroslava Moserová |                    | ODS                | Hana Tomanová          | 56,06                     |
| 44 – Chrudim             |                 | KDU-ČSL         | Petr Pithart       |                    | ODS                | Václav Jozefy          | 61,70                     |
| 45 – Hradec Králové      |                 | ODA             | Karel Barták       |                    | ODS                | Jiří Vlček             | 50,48                     |
| 46 – Ústí nad Orlicí     |                 | KDU-ČSL         | Bohumil Čada       |                    | ODS                | Vladimír Zamazal       | 57,23                     |
| 47 – Náchod              |                 | ODS             | Miroslav Müller    |                    | KDU-ČSL            | Jiří Hanuš             | 62,13                     |
| 48 – Rychnov nad Kněžnou |                 | KDU-ČSL         | František Bartoš   |                    | ODS                | Josef Ježek            | 53,34                     |
| 49 – Blansko             |                 | ČSSD            | Libor Pavlů        |                    | ODS                | Stanislav Frantel      | 53,92                     |
| 50 – Svitavy             |                 | KDU-ČSL         | Jiří Brýdl         |                    | ODS                | František Zeman        | 57,77                     |
| 51 – Žďár nad Sázavou    |                 | KDU-ČSL         | Jiří Šenkýř        |                    | ODS                | Miroslava Němcová      | 57,61                     |
| 52 – Jihlava             |                 | ODA             | Václav Jehlička    |                    | ODS                | Josef Ježek            | 70,49                     |
| 53 – Třebíč              |                 | DEU             | Pavel Heřman       |                    | ODS                | Petr Hort              | 59,66                     |
| 54 – Znojmo              |                 | KDU-ČSL         | Milan Špaček       |                    | ODS                | Drahoslava Šindelářová | 69,58                     |
| 55 – Brno-město          |                 | ODS             | Vlasta Svobodová   |                    | KSČM               | Pavel Pavlík           | 59,71                     |
| 56 – Břeclav             |                 | ODS             | Jiří Pavlav        |                    | ČSSD               | Tomáš Krejčiřík        | 50,29                     |
| 57 – Vyškov              |                 | KDU-ČSL         | Oldřich Dočekal    |                    | ODS                | Karel Slezák           | 59,19                     |
| 58 – Brno-město          |                 | ODS             | Luděk Zahradníček  |                    | ČSSD               | Vilém Buriánek         | 54,45                     |
| 59 – Brno-město          |                 | ODS             | Richard Salzmann   |                    | ČSSD               | Jaroslav Mezník        | 58,32                     |
| 60 – Brno-město          |                 | KDU-ČSL         | Jan Zahradníček    |                    |                    |                        | 50,06 (1. Wahlgang)       |
| 61 – Olomouc             |                 | ODA             | Josef Jařab        |                    | ODS                | Jan Hálek              | 55,02                     |
| 62 – Prostějov           |                 | ČSSD            | Jan Kavan          |                    | ODS                | Jan Tesař              | 53,85                     |
| 63 – Přerov              |                 | ODA             | Jitka Seitlová     |                    | ODS                | Stanislav Žalud        | 72,91                     |
| 64 – Bruntál             |                 | ČSSD            | Zdeněk Babka       |                    | ODS                | Karel Janyška          | 62,93                     |
| 65 – Šumperk             |                 | ČSSD            | Václav Reitinger   |                    | ODS                | Přemysl Michálek       | 54,52                     |
| 66 – Olomouc             |                 | ČSSD            | Karel Korytář      |                    | ODS                | Vítězslav Vavroušek    | 52,45                     |
| 67 – Nový Jičín          |                 | ODS             | František Konečný  |                    | ČSSD               | Astrid Poučová         | 50,15                     |
| 68 – Opava               |                 | ODS             | Jan Voráček        |                    | KDU-ČSL            | Antonín Šrom           | 56,33                     |
| 69 – Frýdek-Místek       |                 | ČSSD            | Věra Vašínková     |                    | ODS                | Jan Káš                | 52,46                     |
| 70 – Ostrava-město       |                 | ODS             | Mirek Topolánek    |                    | ČSSD               | Jiří Smejkal           | 51,31                     |
| 71 – Ostrava-město       |                 | ČSSD            | Jan Zapletal       |                    | ODS                | Ladislav Talavašek     | 52,69                     |
| 72 – Ostrava-město       |                 | ČSSD            | Matuška Vítežlav   |                    | ODS                | Miloslav Bartoš        | 52,75                     |
| 73 – Frýdek-Místek       |                 | KDU-ČSL         | Emil Škrabiš       |                    | ODS                | Jan Starý              | 61,43                     |
| 74 – Karviná             |                 | ČSSD            | Alfréd Michalík    |                    | ODS                | Karel Cieślar          | 59,78                     |
| 75 – Karviná             |                 | KSČM            | Antonín Petráš     |                    | ČSSD               | Bohumír Bobák          | 52,25                     |
| 76 – Kroměříž            |                 | KDU-ČSL         | Eva Nováková       |                    | ODS                | Jiří Jachan            | 55,18                     |
| 77 – Vsetín              |                 | ODS             | Vladimír Oplt      |                    | ČSSD               | Robert Dostál          | 52,02                     |
| 78 – Zlín                |                 | ODS             | Irena Ondrová      |                    | KDU-ČSL            | Jaromír Schneider      | 52,64                     |
| 79 – Hodonín             |                 | KDU-ČSL         | Jan Benda          |                    | ODS                | Pavel Hofírek          | 54,04                     |
| 80 – Zlín                |                 | KDU-ČSL         | Jiří Stodůlka      |                    | ODS                | Zdeněk Dostál          | 60,16                     |
| 81 – Uherské Hradiště    |                 | KDU-ČSL         | Jaroslav Petřik    |                    | ODS                | Jaroslav Zapletal      | 65,96                     |